# Agni Scott
Agni Scott (geb. Tsangaridou; * 23. April 1980 in Zypern) ist eine britische Schauspielerin.

## Leben und Karriere
Scott wuchs in Zypern auf und ging mit 18 Jahren in die Vereinigten Staaten. Dort erlangte sie den Bachelor of Fine Arts an der Florida International University und den Master of Fine Arts in Schauspielerei an der Brandeis University.
2004 spielte Scott im britischen Fernsehfilm The Hamburg Cell die Rolle der Aysel. 2005 mimte sie im britisch-griechischen Comedy-Film Opa! – neben Matthew Modine und Richard Griffiths – die Rolle der Katerina. Im gleichen Jahr agierte sie im britischen Fernsehfilm The English Harem in der Rolle der Yvette Sahar. 2007 verkörperte sie in der britischen Fernsehserie Spooks – Im Visier des MI5 die Rolle der Ana Bakhshi. 2008 spielte sie in der britisch-US-amerikanischen Miniserie Die Husseins: Im Zentrum der Macht – neben Shohreh Aghdashloo und Amber Rose Revah – die Rolle der Raghad Hussein.
Seit dem 19. Oktober 2003 ist Scott mit dem Schauspielkollegen Scott Handy verheiratet, mit dem sie einen Sohn (* 2006) und eine Tochter (* 2008) hat.

## Filmografie (Auswahl)
- 2004: The Hamburg Cell (Fernsehfilm)
- 2005: Opa!
- 2005: The English Harem (Fernsehfilm)
- 2006: Akamas
- 2007: Spooks – Im Visier des MI5 (Spooks, Fernsehserie, 7 Episoden)
- 2008: Die Husseins: Im Zentrum der Macht (House of Saddam, TV-Miniserie, 4 Episoden)
- 2009: New Tricks – Die Krimispezialisten (New Tricks, Fernsehserie, eine Episode)
- 2010: Identity (Fernsehserie, 6 Episoden)
- 2011: The Shadow Line (Fernsehserie, 4 Episoden)
- 2019–2020: Absentia (Fernsehserie, 11 Episoden)
- 2022: Überredung (Persuasion)